# The Clash
The Clash va ser una banda de rock activa des de l'any 1976 al 1986. Va ser una de les bandes més reeixides de l'ona punk a finals dels 70, i van anar incorporant al seu repertori influències de la música reggae, rockabilly, dance, jazz, ska, hip-hop, i ocasionalment altres estils musicals. Eren llegendaris pels seus directes intensos i plens d'energia. En diversos dels seus temes (per exemple: «Should I Stay or Should I Go», o en la canço sobre la Guerra Civil espanyola «Spanish Bombs») incorporen trossos cantats en castellà.
Des dels seus inicis com a banda, les lletres apassionades, plenes d'idealisme polític dels líders del grup Joe Strummer i Mick Jones contrastava amb l'anàrquic nihilisme dels Sex Pistols i de la simplicitat bàsica de The Ramones. Tot i que al Regne Unit eren un gran èxit des de l'aparició del seu primer àlbum el 1977, als Estats Units no hi van assolir la popularitat fins al 1980.
El seu tercer àlbum, publicat al Regne Unit el desembre de 1979 i titulat London Calling és considerat per molts crítics com un dels millors àlbums de la història de la música rock. Als Estats Units es va publicar el gener de 1980, i una dècada més tard la revista Rolling Stone el va nomenar com a millor àlbum de la dècada dels 80. Rolling Stone també el va situar al número 8 en la seva llista dels 500 millors àlbums de música rock publicada el 2003.
L'actitud i l'estil de The Clash, tant com la seva música, va influir en incomptables bandes. El 2003 van ingressar al Rock and Roll Hall of Fame (Saló de la Fama del Rock and Roll).

## Components
- Joe Strummer, veu i guitarra
- Mick Jones, veu i guitarra
- Paul Simonon, baix
- Topper Headon, bateria

## Discografia[3]
| - 1977 - The Clash - 1978 - Give 'Em Enough Rope - 1979 - London Calling - 1980 - Sandinista! - 1982 - Combat Rock - 1985 - Cut the Crap - 1999 - From Here to Eternity: Live - 2008 - Live at Shea Stadium - 1977 - Capital Radio - 1979 - The Cost of Living | - 1980 - Black Market Clash - 1988 - The Story of the Clash, Volume 1 - 1990 - 1977 Revisited - 1991 - The Singles (1991) - 1993 - Super Black Market Clash - 2000 - This is Dub Clash - 2003 - The Essential Clash - 2007 - The Singles (2007) - 2013 - The Clash Hits Back |